# Solanum hirtulum
Solanum hirtulum är en potatisväxtart som beskrevs av Ernst Gottlieb von Steudel och Achille Richard. Solanum hirtulum ingår i släktet skattor som ingår i familjen potatisväxter. Inga underarter finns listade i Catalogue of Life.